# Атаго
Атаго (яп. 愛宕山 атаго-яма/сан) — гора высотой 924 м в северо-западной части японского города Киото.
На вершину горы, откуда открывается вид на древнюю столицу Японии, проложена канатная дорога из киотского района Арасияма. Здесь же находится синтоистский храм Атаго посвящённый богине Идзанами и её сыну Кагуцути, которые считаются хранителями от пожара. Ежегодно храм посещают более миллиона человек. Храм был основан в 701 году аскетом Эн-но Гёдзя и много веков был буддийским храмом, пока во время реставрации Мэйдзи не был передан синтоистам.
Японский философ Китаро Нисида писал:
| Гора Атаго Как заходящее солнце Красным-красна. Совсем сгоревшая, Как остаток моей жизни… | Атаго-яма иру хи но готоку акаака то моясицукусан нокорэру мэй | 愛宕山 入る日の如く あかあかと 燃やしつくさん 残れる命 |

## Галерея

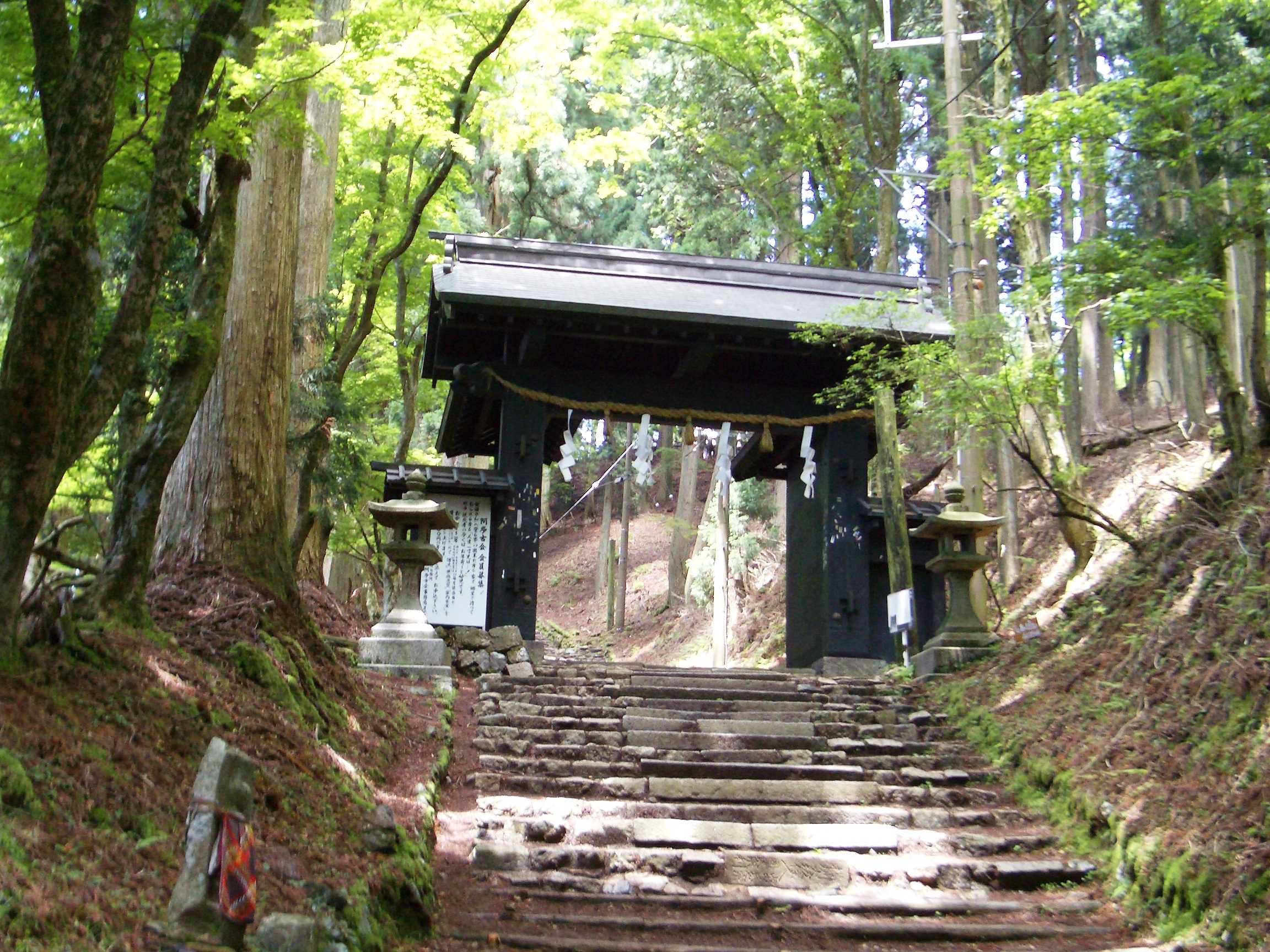
Ворота Куромон на горе Атаго
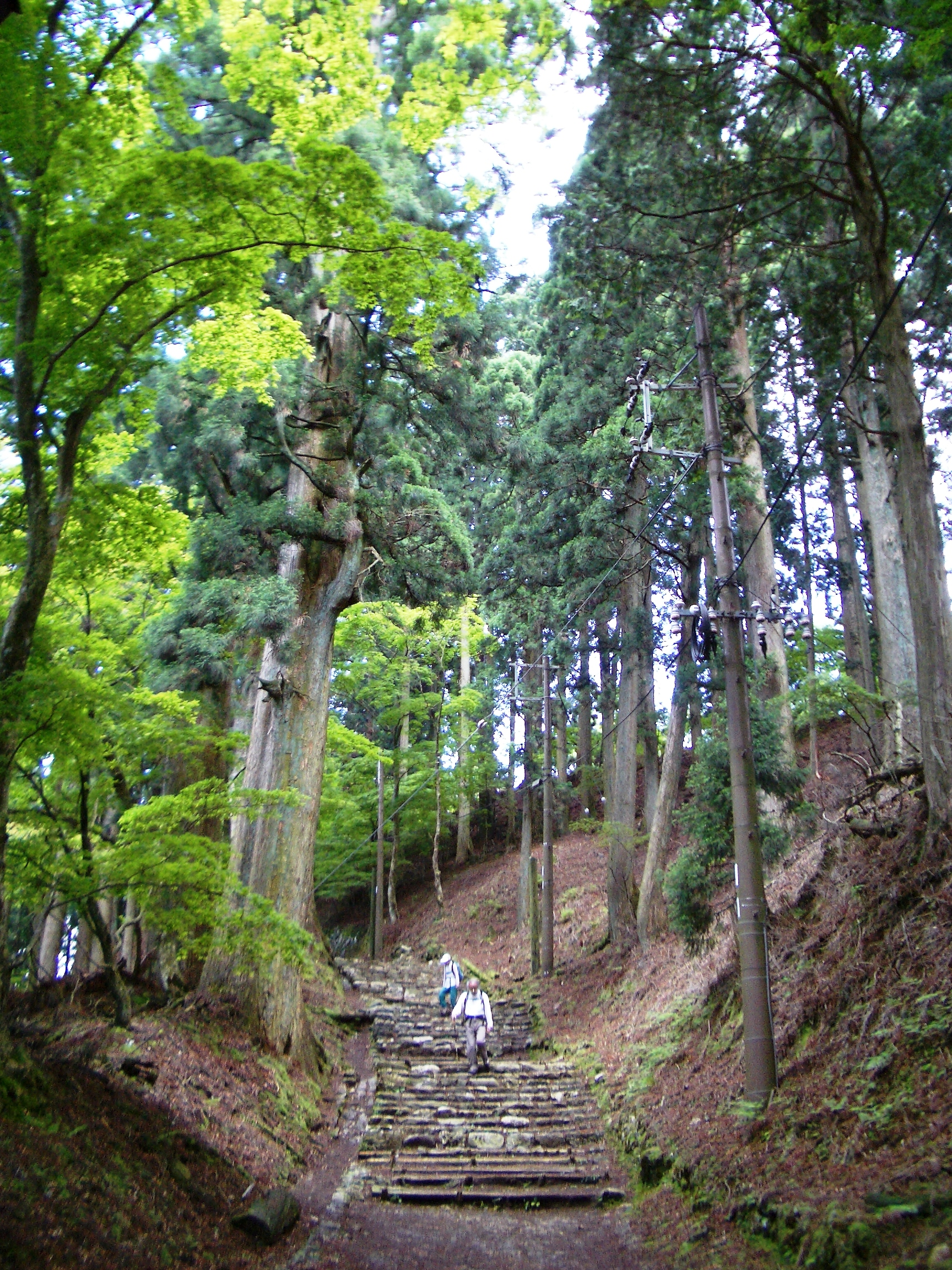
Путь наверх
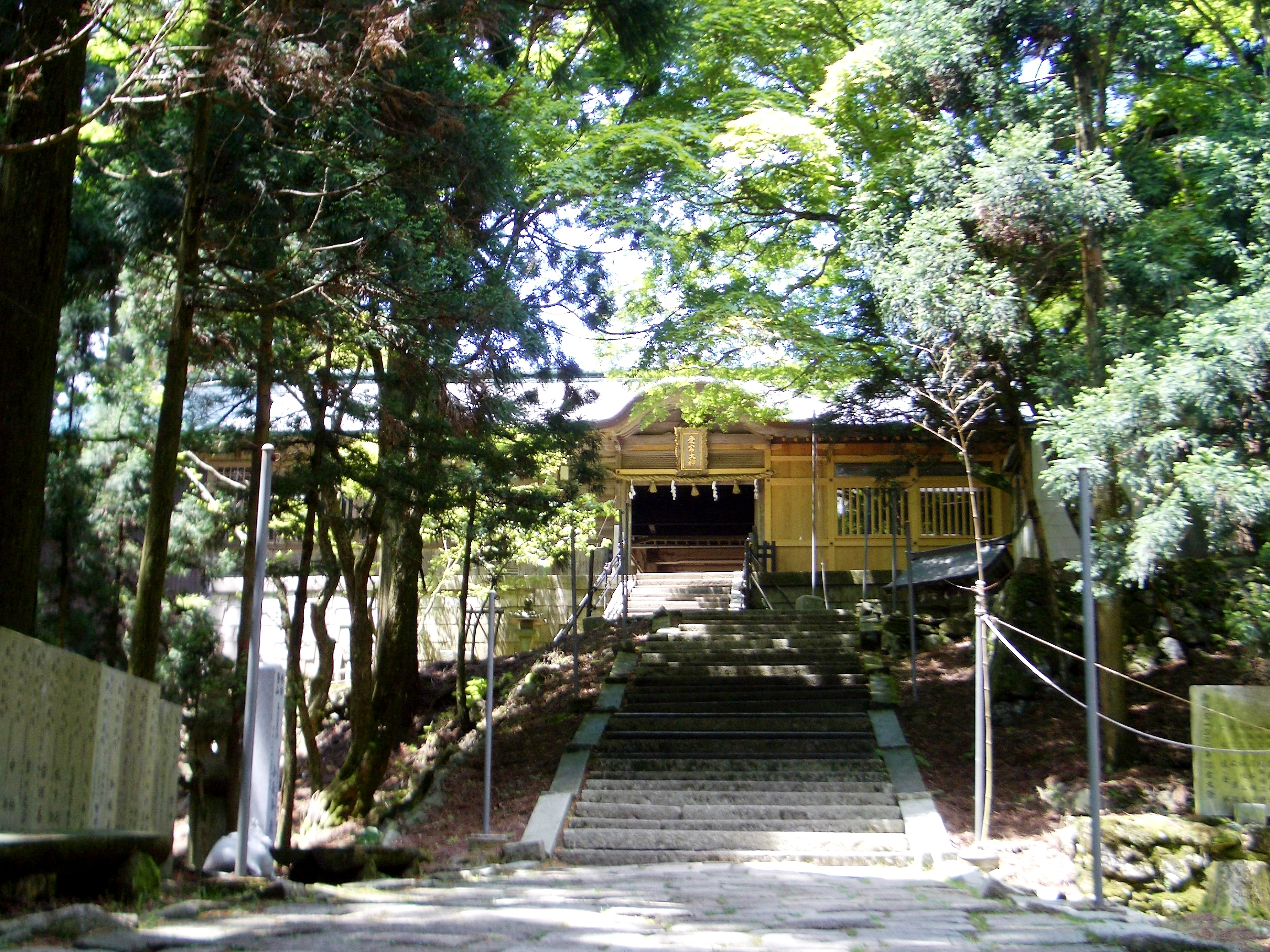
Храм Атаго на вершине горы
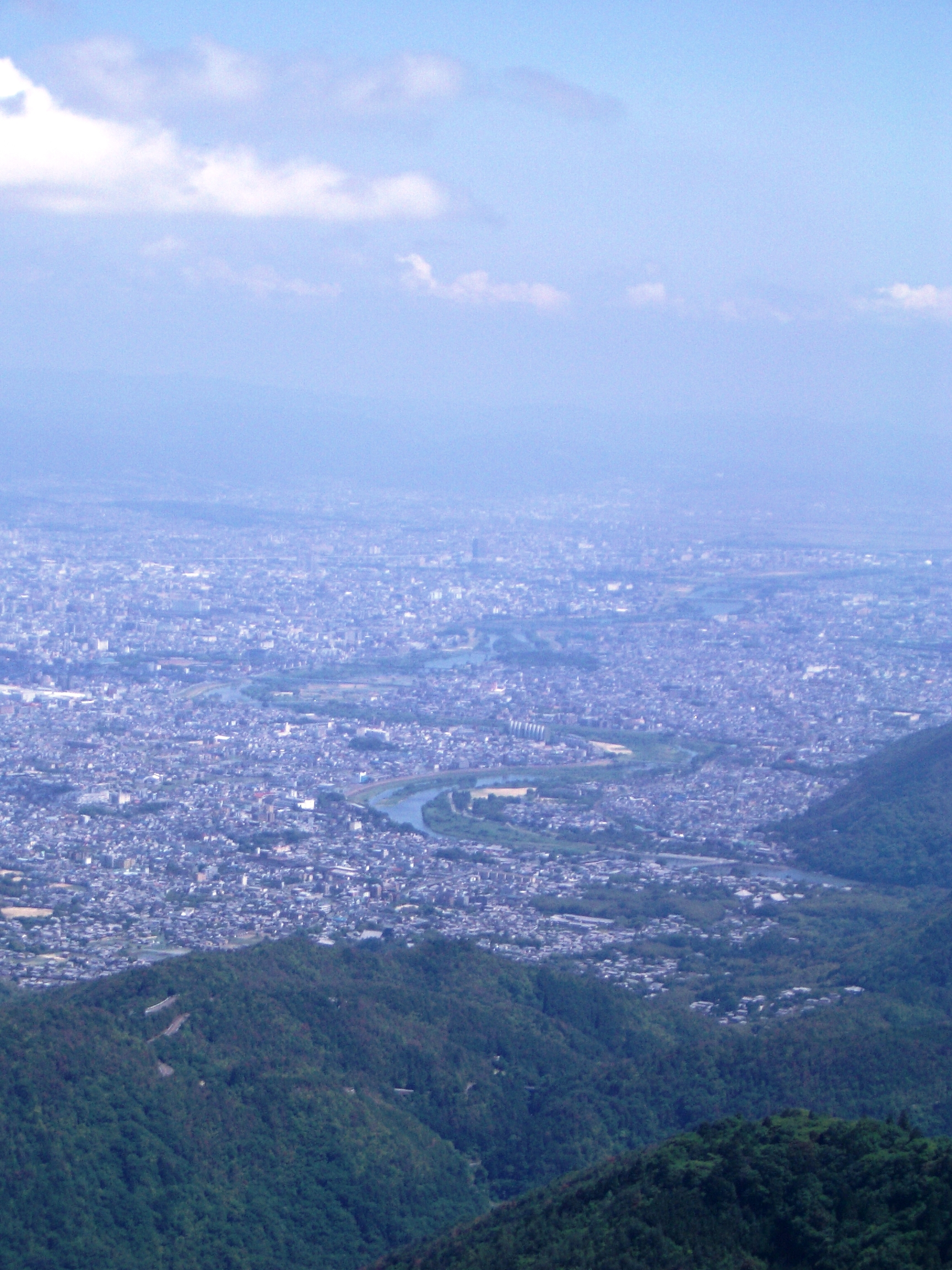
Река Кацура с вершины горы Атаго
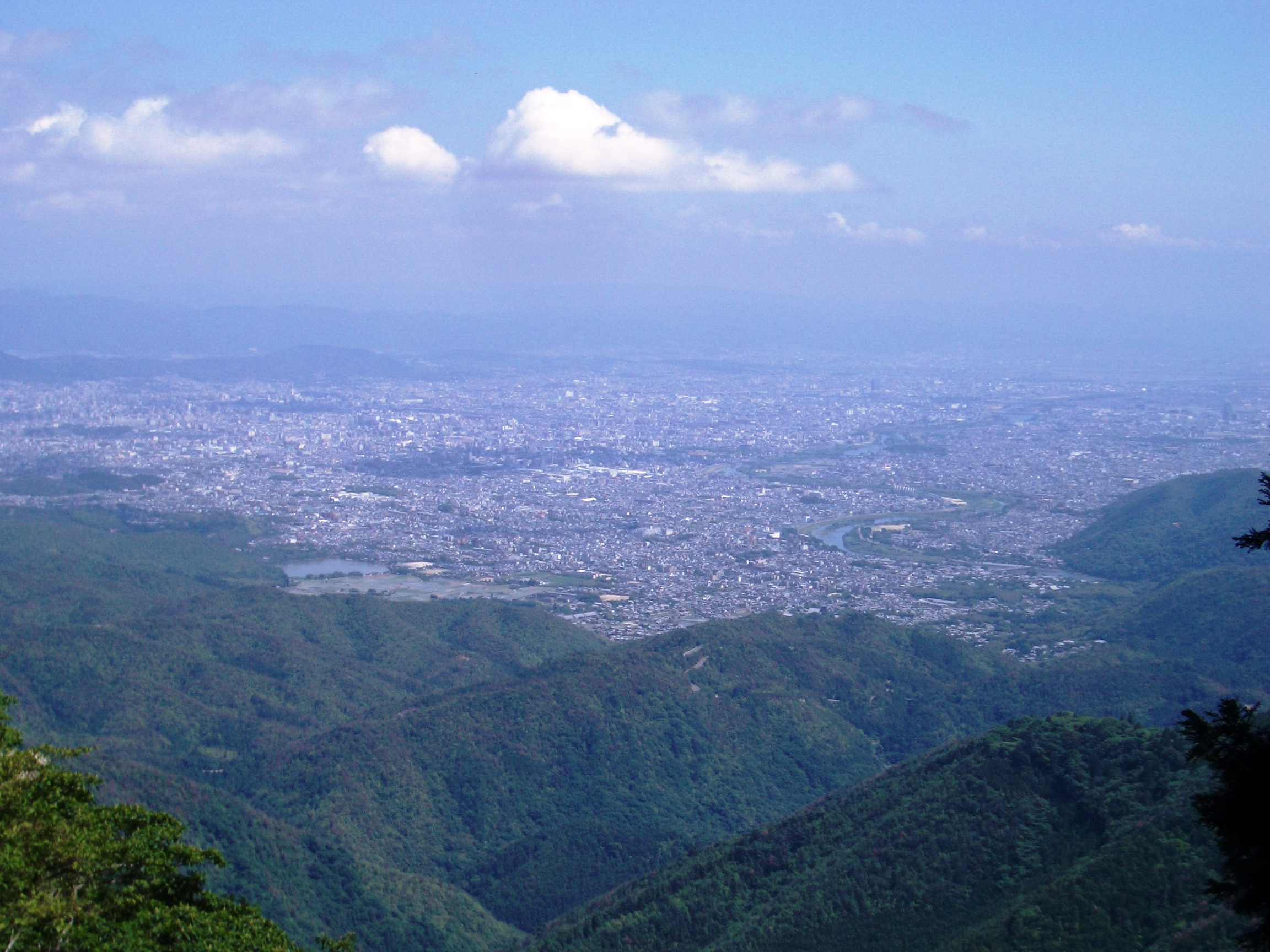
Киото с вершины горы Атаго
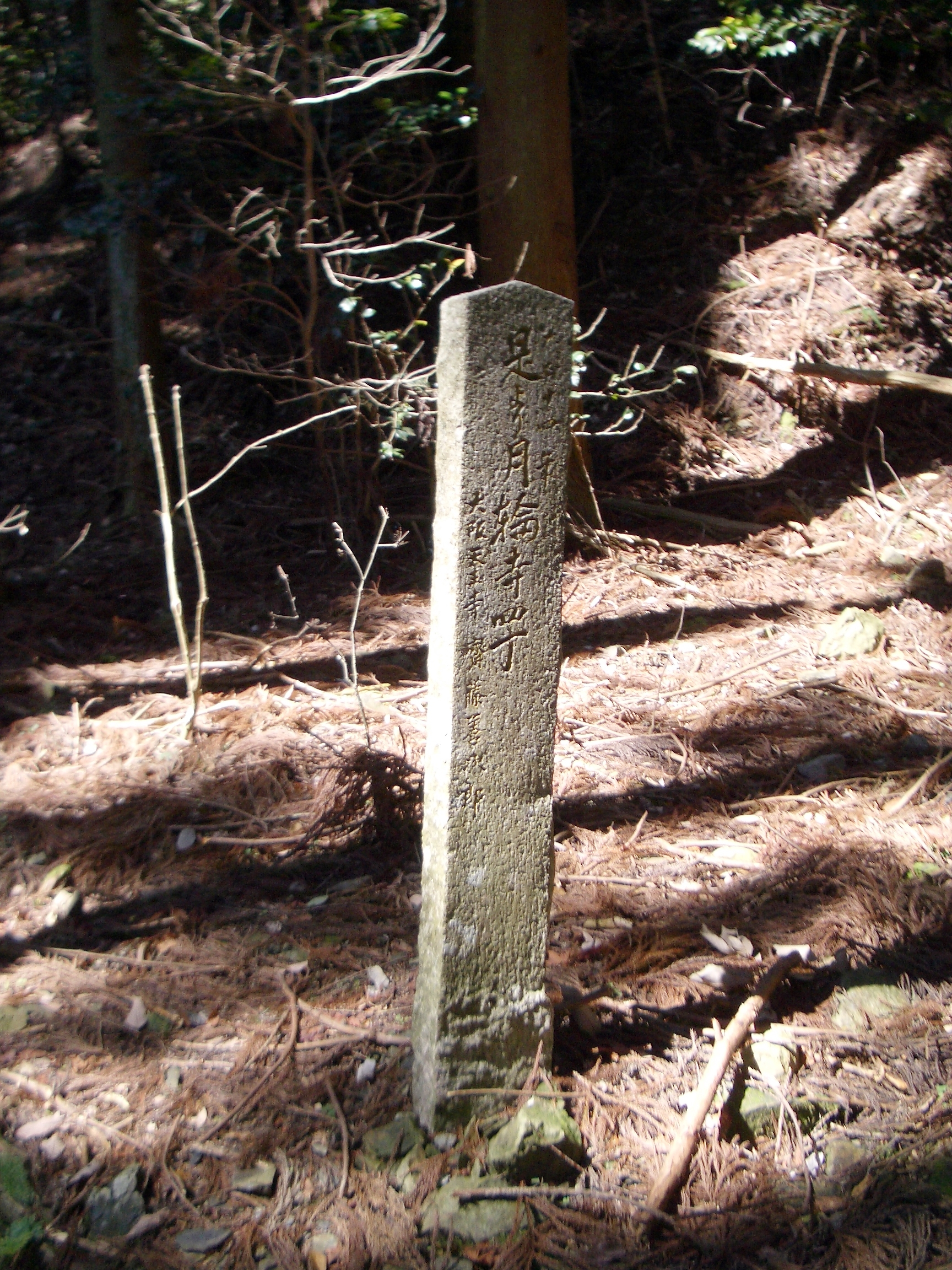
Указатель на горе Атаго
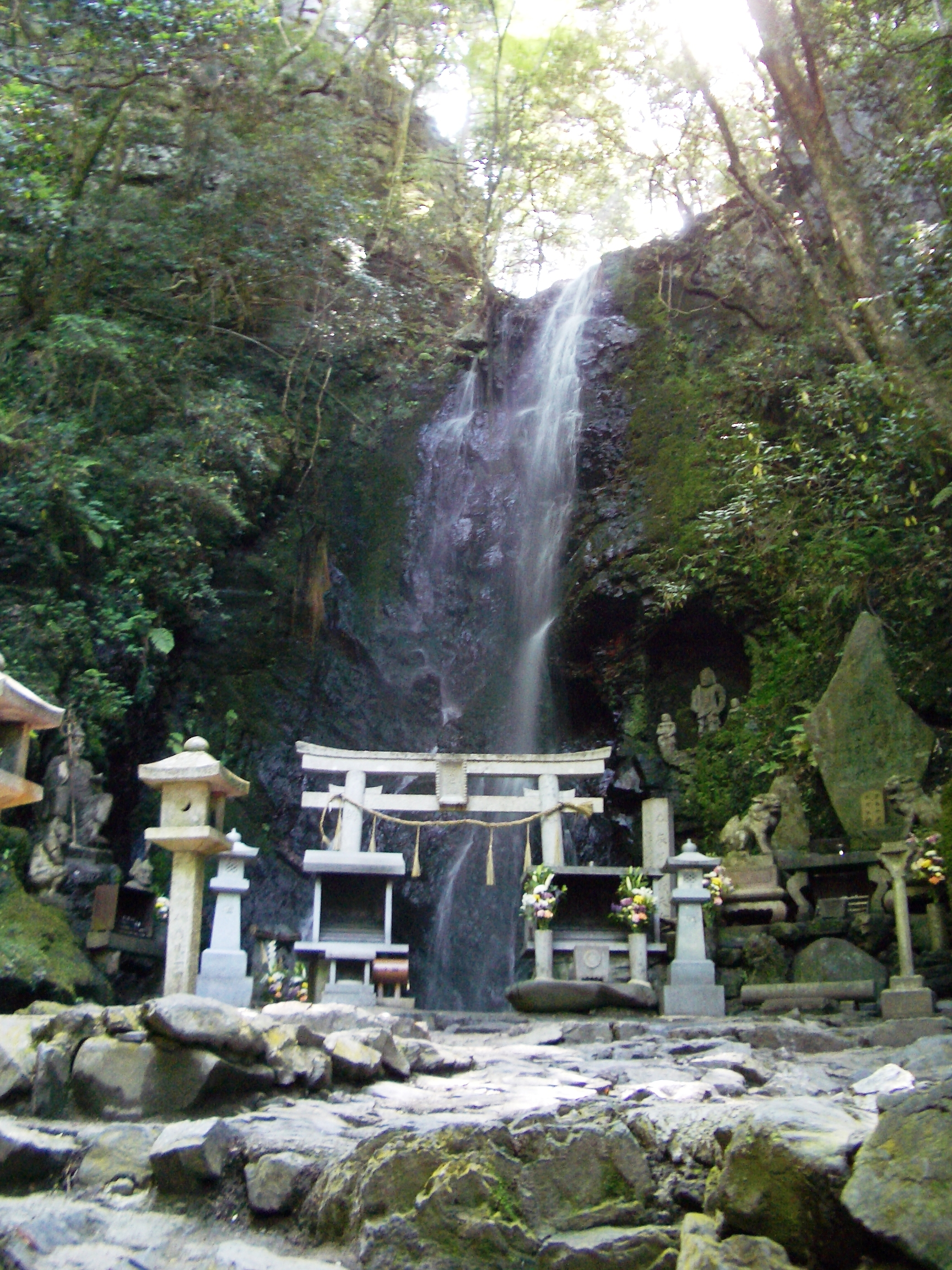
Водопад Фудо
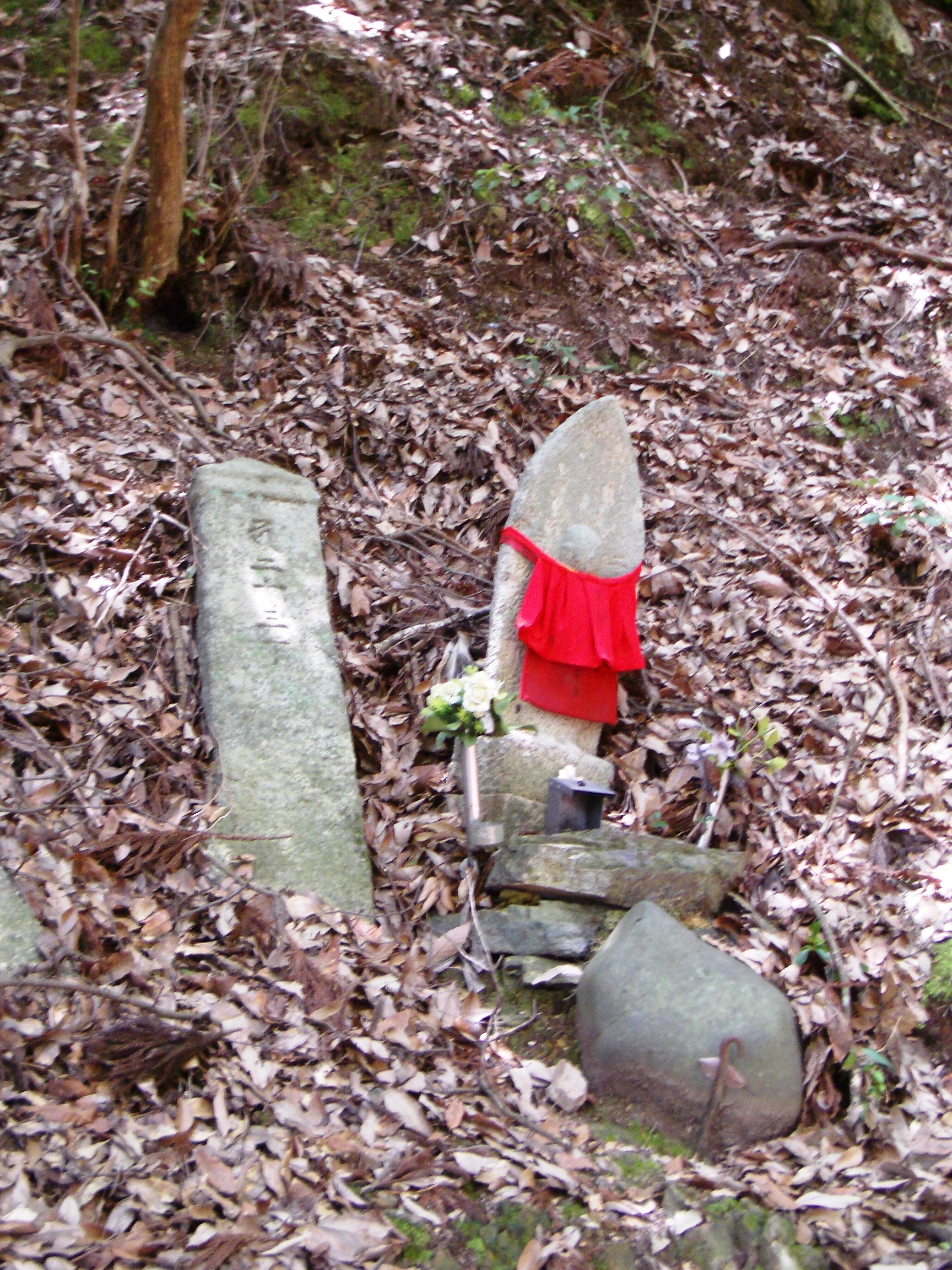
Религиозные объекты на горе Атаго